# Operations Research (Zeitschrift)
Operations Research (1952–1955 Journal of the Operations Research Society of America) ist eine sechsmal jährlich erscheinende wissenschaftliche Zeitschrift zum Thema Operations Research. Sie wird von INFORMS herausgegeben.

## Rezeption
Das Zeitschriften-Ranking VHB-JOURQUAL 2.1 (2011) stuft die Zeitschrift in die beste Kategorie A+ ein. Der Zwei-Jahres-Impact-Factor von Clarivate Analytics liegt bei 1.783 (2019). Im Academic Journal Guide 2021 der Chartered Association of Business Schools ist die Zeitschrift mit einer „4*“ (= „journal of distinction“) bewertet. Sie gehört zu jenen acht führenden Fachzeitschriften des Supply-Chain-Managements, die von der SCM Journal List für ihr jährliches Ranking genutzt werden.